# Odilo Globocnik
Odilo Lotario Globocnik (Trieste, 21 de abril de 1904 - Paternion, Austria; 31 de mayo de 1945) fue un criminal de guerra austríaco, un general SS y uno de los más prominentes perpetradores ejecutivos del Holocausto Judío. Fue nombrado por Himmler máximo responsable de la Operación Reinhard (el exterminio de todos los judíos del Gobierno General).

## Biografía
Nació en el seno de una familia eslovena en Trieste (cuando formaba parte del Imperio austrohúngaro), en la actual Italia. Su padre fue un militar de la casa Habsburgo que se retiró en 1918 y su madre era húngara.
Globocnik ejerció de comerciante en materiales de construcción y en 1922 estando en Carintia se unió a grupos paramilitares prenazis. En 1931, se unió al NSDAP y posteriormente se enroló en las SS con el n.º 442.939 en 1934, pronto perpetró varias actividades subversivas y fue detenido y encarcelado en varias oportunidades.
Promovió movimientos nazis en contra del gobierno de Austria en pro de la anexión (Anschluss) hasta su derrocamiento, lo que le valió ser recompensado por el mismo Hitler otorgándole un puesto como Gauleiter de Viena en agosto de 1938.

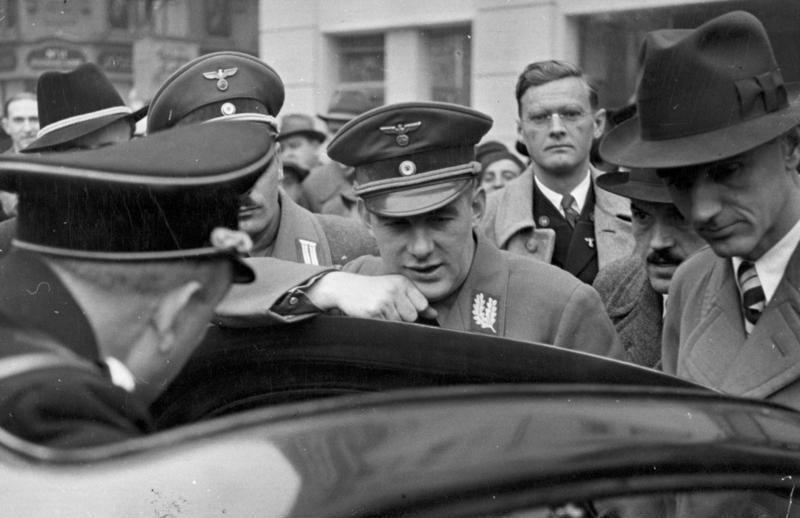
El Gauleiter Globocnik en Viena, 1938.

No obstante, su personalidad fría, enérgica, brutal y dinámica que contaba con la alta ascendiente con Himmler del cual era incondicional, Globocnik se aprovechó de la situación y llevó un estilo de vida extravagante, realizó turbios manejos de recursos económicos del partido, usurpó bienes de familias judías e incurrió en graves descriterios políticos creando una estela de enemigos personales del ala católica del NSDAP cuyos hilos se fueron extendiendo hasta ganarse una mala reputación incluso hasta el mismísimo Hermann Göring quien hizo lo posible para desbancarlo. Finalmente, el mismo Himmler tuvo que destituirlo del cargo y Hitler nombró a Josef Burckel como sucesor en enero de 1939.
Globocnik ya destituido, no se alejó y buscó la remisión enrolándose ese mismo año en las Waffen SS como un voluntario y participó en la Invasión de Polonia, en el regimiento Germania donde gracias a sus acciones distintivas meritorias logró la absolución de Himmler y un grado como oficial no comisionado.
Himmler en virtud de sus méritos, le otorgó una segunda oportunidad y el 9 de noviembre de 1939 lo nombró Jefe de Policía en Lublin.

### Aktion Reinhard
El 31 de octubre de 1941, Globocnik recibió la orden verbal de Himmler de iniciar las primeras directrices del Aktion Reinhard, el llamado Plan Nisko que implicaba para la región la construcción del primer campo de exterminio, en Belzec y los siguientes campos para el mismo propósito: Treblinka, Majdanek, Sobibor y 
Małkinia Górna. Para estos propósitos, Himmler creó una empresa de fachada en que Globocnick figuraba como director.

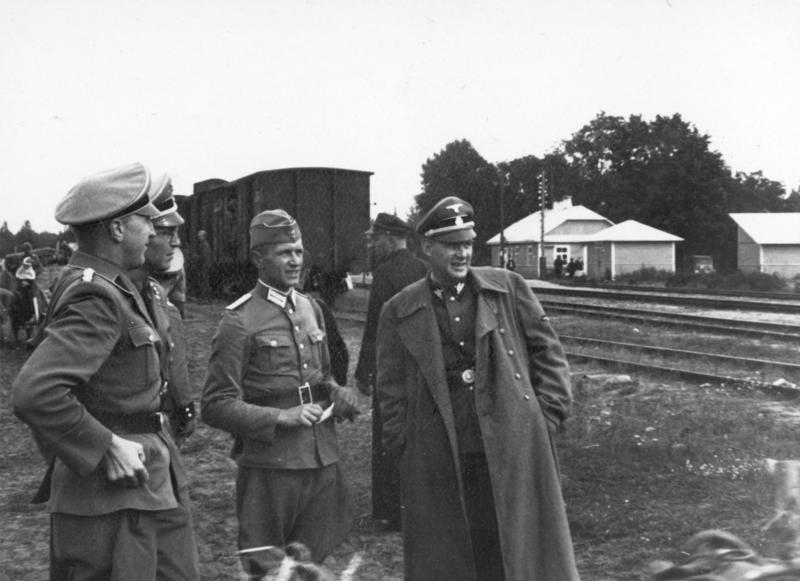
Globocnik como Jefe de Policía en Lublin (con abrigo)

Recibió mano esclava y se levantaron las instalaciones, los hornos y además bajo la gestión de Rolf Günther supervisó junto a los médicos en higiene racial Wilhelm Pfannenstiel y Kurt Gerstein la obtención y la administración de Zyklon B en sustitución del monóxido de carbono para gaseamiento de las víctimas.
El tóxico era producido por IG Farben con licencia Degesh
Una vez operativos estos campos, procedió a liquidar a los guetos de Varsovia y Bialystok que en conjunto tenía unos 515.000 judíos, además implementó el Gueto o Reservación de Lublín con 95.000 judíos seleccionados para uso en mano esclava así como otros campos de trabajos forzados. Tan brutal y efectiva fue la gestión de Globocnik que los tres primeros campos levantados finalizaron o mermaron su actividad hacia 1943. Organizó la policía en los territorios conquistados en la Unión Soviética nombrando a cinco comandantes SS en puestos claves con el siguiente reparto en los territorios: Georg Michalsen en el distrito de Riga; Kurt Classen en Minsk; Hermann Höfle en Mogilew, Richard Thomalla en la región de Kiev y Dorp Hermann como Jefe de policía regional. A estas personas se les encargó la construcción de campos de trabajos forzados y de transferencia que estaban dentro del marco Aktion Reinhard.

### Opresión en Zamosc
Asimismo Himmler mediante la gestión de Globocnik realizó los ensayos de reasentamientos en la región de Zamość para aplicar posteriormente a pueblos eslavos para cuando la URSS fuese conquistada. Para ello se valió de contingente especial como la 
SS-Sturmbrigade Dirlewanger para barrer a los partisanos de Bielorrusia.
En Zamość se realizaron los ensayos de reasentamiento en forma brutal y hubo gran resistencia por parte de los partisanos, esto desencadenó una respuesta de Globocnik haciendo entrar en acción además a los einsatzgruppen y los Feldgendarmerie SS en conjunto con la policía local, realizaron muchas masacres en unas 110 aldeas de esta región y miles de judíos escaparon a los bosques bielorrusos. La crueldad de los victimarios y la fuga masiva de polacos molestaron de sobremanera a Hans Frank quien informó a Himmler de los resultados de las acciones de Globocnik. Himmler ordenó la suspensión del programa de ensayo.

### Final
Globocnik fue trasladado a Trieste como Jefe de alto rango SS y de la Policía del Adriático, Globocnik se trasladó con un equipo completo de exterminio (denominado Einsatz R).
El equipo incluía a un contingente SS ucraniano, algunos exparticipantes regionales del Aktion Reinhard y además a los administradores de los campos de concentración cerrados en Polonia: Franz Stangl, Gottlieb Hering, Lorenz Hackenholt y Christian Wirth.
En Istria continuó la persecución de judíos italianos sefarditas además de ashkenazíes y la política del exterminio en los Campos de San Saba cerca de Trieste, además comenzó un programa de Eutanasia en los hospitales. Esto desencadenó reacciones fuertes por parte de partisanos de Tito que los hostigaron, persiguieron y los fueron cercando hasta su captura. En una de esas acciones murió emboscado en Erpelle, Christian Wirth, el 26 de mayo de 1944, Hackenholt aparentemente se logró escabullir y nunca se supo de su paradero, ni se le vio más con vida, lo mismo ocurrió con Gottlieb Hering.
Globocnik fue detenido por el 4.º Regimiento británico Húsares reales en los pastizales de Möslacher Alm, en Carintia, el 31 de mayo de 1945, cayeron junto a él, Höfle, Lerch y Michalsen. Globocnik ya detenido y golpeado por los soldados, se suicidó por envenenamiento con cianuro ese mismo día en las afueras de las murallas del castillo Paternion. Globocnik fue finalmente responsable ejecutivo y cómplice de la muerte de aproximadamente entre 1.500.000 y 1.800.000 de personas, la mayoría judíos y también no-judíos de nacionalidades tales como: polacos, rusos, suecos, franceses, alemanes, eslovacos, holandeses, españoles, italianos, algunos portugueses, turcos y austríacos.

## Promociones en la SS
- SS-Untersturmführer: 9 de noviembre de 1937.
- SS-Standartenführer: 23 de mayo de 1938.
- SS-Oberführer:  septiembre de 1938.
- SS-Rottenführer d.R. der SS-Verfügungstruppe: 3 de junio de 1939.
- SS-Untersturmführer d.R. der SS-Verfügungstruppe: 1 de noviembre de 1939.
- SS-Brigadeführer: 18 de noviembre de 1939.
- Generalmajor der Polizei: 26 de septiembre de 1941.
- SS-Gruppenführer und Generalleutnant der Polizei: 9 de noviembre de 1942.